# كينتا ياناغيدا
كينتا ياناغيدا (باليابانية: 柳田健太) هو لاعب كرة قدم ياباني في مركز الدفاع، ولد في 27 ديسمبر 1995 في كوماموتو في اليابان. لعب مع Kamatamare Sanuki ‏.

## وصلات خارجية
- كينتا ياناغيدا على موقع رابطة كرة القدم اليابانية للمحترفين (اليابانية)
- كينتا ياناغيدا على موقع Soccerway.com (الإنجليزية)